# Стаханов (город)

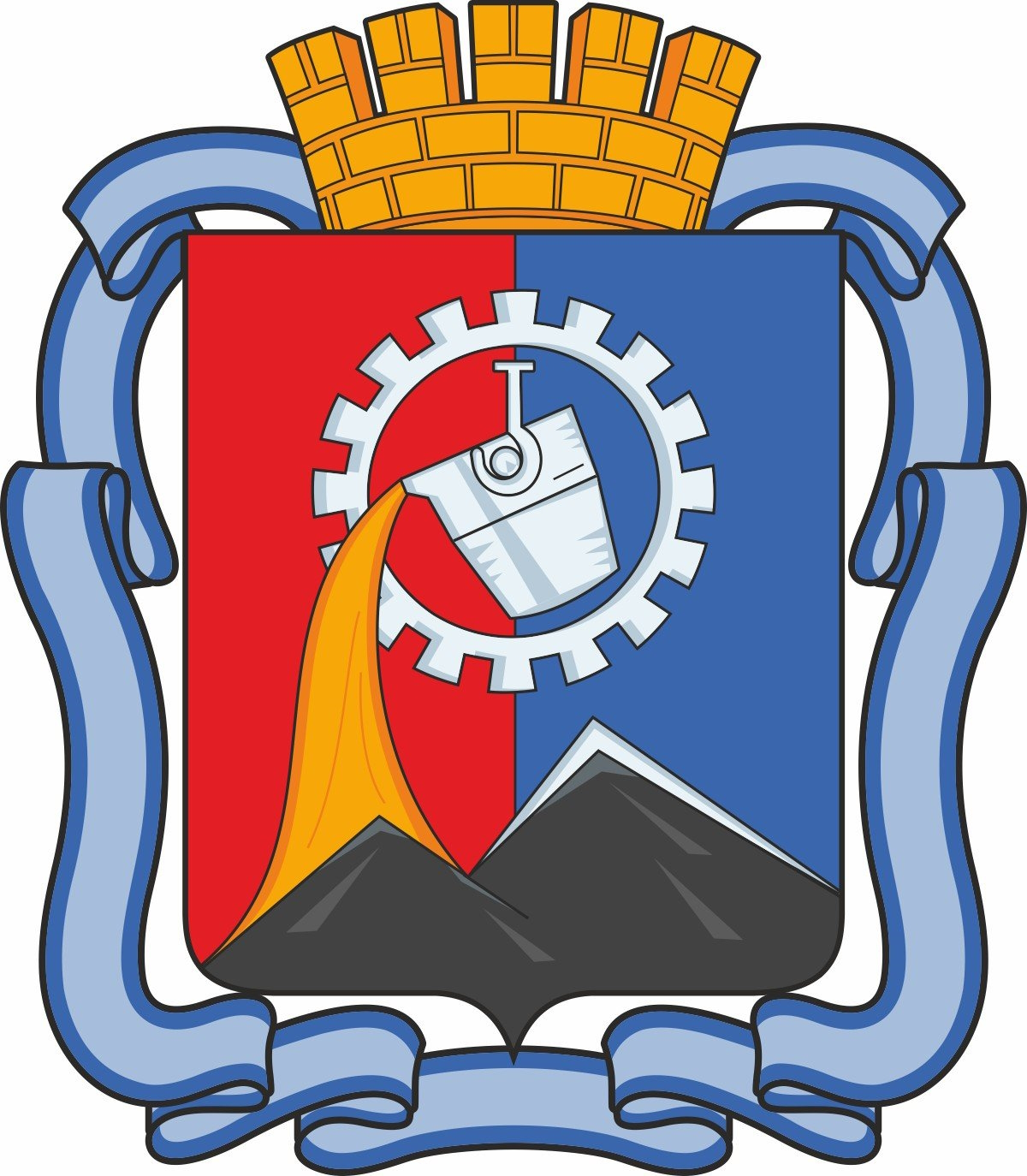
Герб города с 2024, используемый ЛНР

Стаха́нов (укр. Стаха́нов) / Ка́диевка (укр. Ка́діївка) — город в Луганской области Украины. С 2014 по 2022 год контролировался управляемой из России марионеточной Луганской Народной Республикой. В настоящее время под российской оккупацией.

## Название
До 1937 года город назывался Кадиевка. В 1937—1940 годах именовался Серго в честь Серго Орджоникидзе. В 1940—1978 годах носил прежнее название Кадиевка. В 1978 году назван по имени А. Г. Стаханова, уроженца Донецкого угольного бассейна.
12 мая 2016 года Постановлением Верховной Рады Украины № 4086 от 17 февраля 2016 года городу Стаханов было возвращено название Ка́диевка. Согласно административно-территориальному делению Луганской Народной Республики Стаханов сохранил прежнее название.

## Географическое положение
Соседние населённые пункты: города Ирмино и Первомайск на северо-западе, Кировск на севере, сёла Весняное, Бердянка, посёлки Криничное, Тавричанское, сёла Богдановка, Заречное, Червоный Лиман на северо-востоке, посёлки Червоногвардейское, Яснодольск на востоке, сёла Каменка, Петровка на юго-востоке, города Брянка (примыкает) на юге, Алмазная (примыкает) на юго-западе, посёлок Калиново на западе.

## Население
В 1919 году в Кадиевке насчитывалось 38 тыс. человек, в 1940 году — 95 тысяч, в 1955 году в Кадиевке (агломерация, объединявшая Кадиевку, Брянку, Кировск, Алмазную, Ирмино) — 270 тысяч человек.В январе 1989 года численность населения составляла 112 023 человек.
По данным всеукраинской переписи населения 2001 года 54,6 % населения города составляли украинцы, 44,9 % — русские и 0,5 % — белорусы.

### Языковой состав
Родной язык населения по данным переписи 2001 года:
| Язык       | Численность, чел. | Доля     |
| ---------- | ----------------- | -------- |
| Украинский | 11 751            | 13,04 %  |
| Русский    | 76 888            | 85,29 %  |
| Другое     | 1 505             | 1,67 %   |
| Итого      | 90 144            | 100,00 % |

## История
Первое временное поселение людей на территории, где ныне находится Стаханов, появилось в 1696 году. Поселение носило название Овраг Каменный. В 1707 году город получил новое название — Проток Гриценков. В первой четверти XIX века на землях современного Стаханова были впервые найдены залежи каменного угля. А уже в 1890 году на этой территории действовало 5 акционерных обществ по добыче угля: Алмазное, Брянковское, Криворожское, Алексеевское, Голубовское.
В 1894 году сахарозаводчик Шубин заложил капитальную шахту № 1 «Карл» (шахта им. Ильича). Осенью 1896 г. шахта № 1 дала первые пуды угля.
С 1898 года Шубинка стала называться Кадиевкой. В этом же году возле станции Алмазная был заложен Алмазнянский металлургический завод, первая доменная печь которого заработала в 1899 году.
20 сентября 1930 года здесь началось издание местной газеты.
В 1931 году сессия ВУЦИК приняла решение о строительстве нового благоустроенного города. Пруд в центре был засыпан, а на его месте разбили сквер, который просуществовал до начала 1970-х годов.
В ночь с 30 на 31 августа 1935 года на шахте «Центральная - Ирмино» Алексей Стаханов установил мировой рекорд производительности труда на отбойном молотке, нарубив за 5 часов 45 минут 102 тонны угля, перевыполнив норму в 14 раз, так началось стахановское движение.
Во время Великой Отечественной войны 12 июля 1942 года город был оккупирован немецкими войсками.
3 сентября 1943 года в ходе Донбасской операции город был освобождён войсками 91-й стрелковой дивизии 63-го стрелкового корпуса 51-й армии Южного фронта.
Так как город серьёзно пострадал в ходе боевых действий и оккупации, в 1946—1970 гг. центр и основные районы были фактически созданы заново.
30 декабря 1962 года Брянковский и Голубовский районы города были выделены в два отдельных города (Брянка и Кировск). При этом в черту Кадиевки были включены город Ирмино и пгт Алмазная.
15 февраля 1978 года с целью увековечения памяти Алексея Стаханова Указом Президиума Верховного Совета УССР Кадиевка была переименована в город Стаханов.
В 1984 году здесь действовали четыре угольные шахты, обогатительная фабрика, машиностроительный завод, вагоностроительный завод, рудоремонтный завод, коксохимический завод, завод резинотехнических изделий, завод техуглерода, завод ферросплавов, Стахановский механический завод «Юность», Стахановский экспериментальный механический завод, швейная фабрика, мясокомбинат, хладокомбинат, молокозавод, предприятия бытового обслуживания, филиал Коммунарского горно-металлургического института, вечерний машиностроительный техникум, горный техникум, медицинское училище, педагогическое училище, семь ПТУ, 24 общеобразовательные школы, 17 лечебных учреждений, детский санаторий, Дворец культуры, 75 библиотек, 10 клубов, 2 кинотеатра, историко-художественный музей и музей шахты им. Ильича.
В 1985 году город был награждён орденом Трудового Красного Знамени.
В январе 1989 года численность населения составляла 112 023 человек, в 1991 году — 112 700 человек.
В мае 1995 года Кабинет министров Украины утвердил решение о приватизации находившихся в городе завода технического углерода, вагоностроительного завода, коксохимического завода, деревообрабатывающего комбината, управления механизации, АТП-10916, АТП-10975, швейной фабрики и завода «Юность», в июле 1995 года было утверждено решение о приватизации экспериментального механического завода.
В 1997 году по решению Кабинета министров Украины было сокращено количество учебных заведений: Стахановское педагогическое училище было превращено в филиал Луганского педагогического института, а профессионально-технические училища № 22 и № 62 объединили в ПТУ № 62.
На 1 января 2013 года численность населения составляла 77 593 человек.
С весны 2014 года контролируется самопровозглашённой Луганской Народной Республикой, находится в зоне вооружённого конфликта.
В мае 2016 года Верховная рада Украины вернула городу название Ка́диевка, переименование не было признано местными фактическими властями.

## Экономика
Экономика города испытывает острую нехватку в средствах и рабочей силе, а также в коммунальной технике, которая к лету 2022 сильно изношена. В связи с этим, город Омск, который входит в состав России, взял шефство над Стахановым (Кадиевкой) и стал финансировать его из налоговых поступлений жителей Омской области.

## Промышленность
Основной доход город получает от частных предпринимателей, металлургии и машиностроения. В городе расположены несколько крупных заводов: вагоностроительный завод, Стахановский завод ферросплавов, завод техуглерода, более сотни мелких предприятий и цехов. По состоянию на 2022 год промышленность Стаханова полностью парализована.

## Транспорт

### Железнодорожный
Находится близ узловой железнодорожной станции Стаханов (пассажирские перевозки не действуют с 2014 года, грузовые перевозки осуществляются только в направлении станций Ломоватка, Дебальцево) на линии Попасная — Дебальцево Донецкой железной дороги.

### Электротранспорт
С 1937 по 2008 год в городе действовала трамвайная система, с 1970 по 2011 год — троллейбусная. С 15 июля 2010 года возобновлялась работа троллейбусов по маршруту № 101 Фестивальная-Южный. 31 августа 2011 года движение прекратилось снова (эксплуатировались три оставшихся троллейбуса ЛАЗ-52522 1997 года постройки с парковыми номерами № 077, № 078 и № 079). По состоянию на 2020 год электротранспорт в городе Стаханов отсутствует.

## Культура и спорт
Функционируют Центральная городская библиотека и Централизованная библиотечная система г. Стаханова.
Также имеется городской Дворец культуры (ДК имени Горького), Дом пионеров (ЦДЮТ), культурно-развлекательный центр «Ника». В городе действуют несколько православных церквей Московского патриархата и ещё несколько храмов строятся. Когда-то на месте остановки «Почта» стоял католический храм.
Ранее в городе располагалось два кинотеатра — Кинотеатр «Шахтёр» и Кинотеатра «Мир». Первый был переделан под магазин сети АТБ-Маркет, второй сгорел при пожаре летом 2019 года.
Работает Историко-художественный музей, 5 детских школ искусств, а также различные клубы и центры культуры и искусств.
В городе действует: три стадиона («Победа», «Юность» и «Вагоностроитель»), плавательный бассейн «Дельфин», две комплексные спортивные школы.

## СМИ
- Газета «Казачий вестник»
- Радиостанция «Казачье радио» (закрыта в 2021 г.)
- Телеканал «Новый канал Новороссии» (закрыт в 2020 г.)
- Газета «Стахановское Знамя»
- Газета «Футбольное обозрение»